# مدرسة كاثوليكية

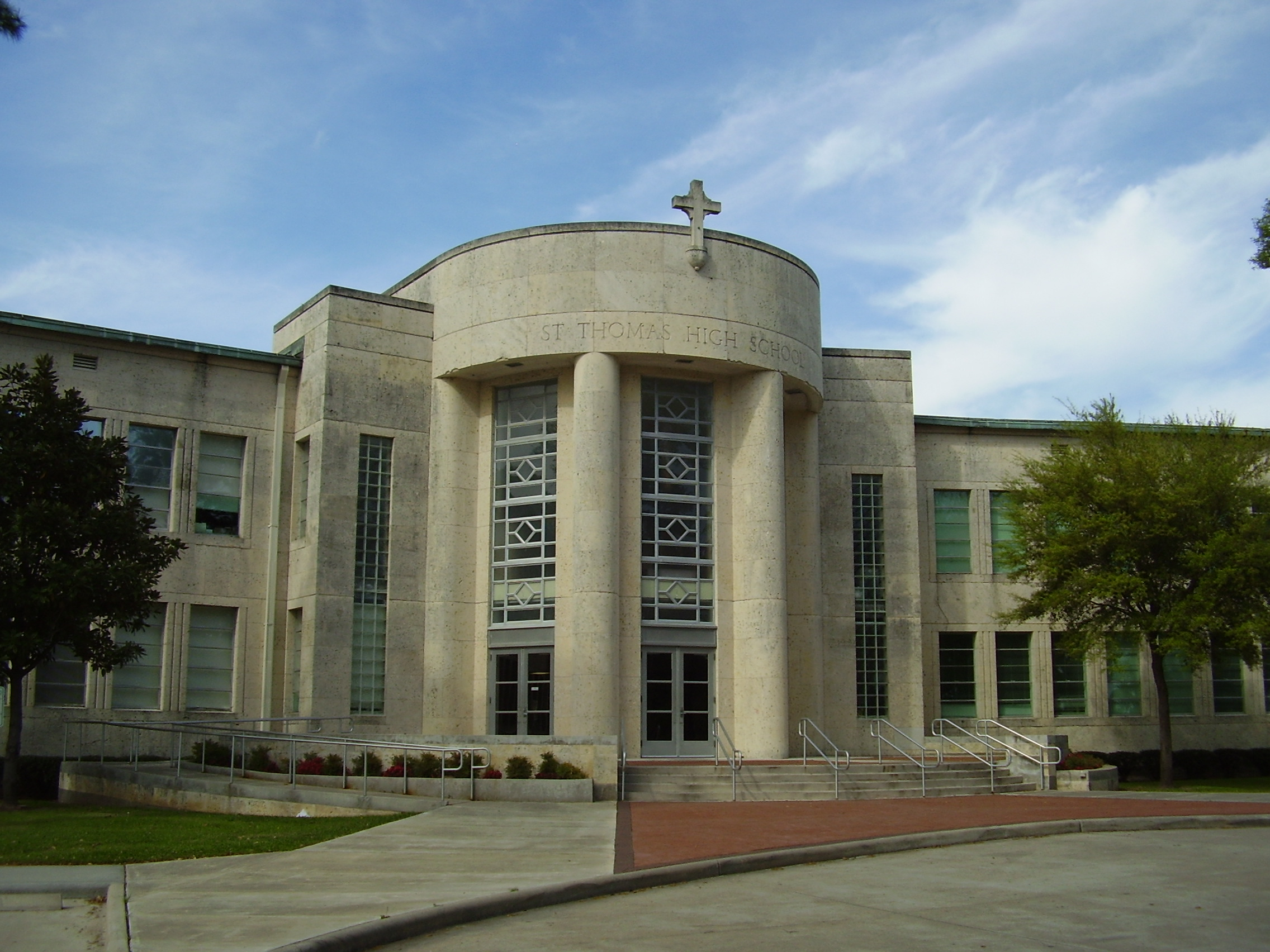
مدرسة سان توماس الثانوية في هيوستن، تكساس.

المدارس الكاثوليكية هو نوع من المدارس الدينية التابعة لرعايا أو المؤسسات التعليميّة التابعة للكنيسة الكاثوليكية. اعتبارًا من عام 2011 لدى الكنيسة الكاثوليكية شبكة كبيرة من المدارس وعددها 125,016 وتمتلك أكبر تنظيم تعليمي غير حكومي في العالم. في عام 2016، ضمت الكنيسة الكاثوليكية حوالي 43,800 مدرسة ثانوية وحوالي 95,200 مدرسة ابتدائية. المدارس الكاثوليكية المشاركة في بعثة التبشير للكنيسة، تدمج التربية الدينية كمادة أساسية ضمن مناهجها الدراسية.
لقد أدرجت كل من الكنيسة الكاثوليكية التعليم كجزء من التبشير. التاريخ يظهر أنه خلال التبشير، كان يتم فتح مدارس من قبل المبشرين الكاثوليك والبروتستانت، ولا يزال هذا التأثير واضح للعيان فمثلًا في كل من أستراليا ونيوزيلندا يدرس حوالي 11% من الطلاب في مدارس كاثوليكية، وفي الهند تملك الكنيسة الكاثوليكية وحدها حوالي 25,000 مدرسة. في الولايات المتحدة تملك الكنيسة الكاثوليكية 6,288 مدرسة ابتدائية و1,210 مدرسة اعدادية وثانوية ويدرس في هذه المدارس 2,320,651 طالب.
في بعض البلدان، تعتبر الكنيسة المزود الرئيسي للتعليم وأحيانا أخرى يكون نظامها التعليمي أفضل من الحكومي، خاصًة في الهند وسنغافورة وهونغ كونغ واليابان والشرق الأوسط وأمريكا اللاتينية وبالأخص المدارس التي يديرها الأخوة اليسوعيون. خرجّت العديد من المدارس الكاثوليكية حول العالم نخب سياسية وعلميّة وفنيّة واجتماعية.

## وصلات خارجية
- Alliance for Catholic Education – more information on support for Catholic schools in the United States
- Catholic Colleges and Universities in the United States
- Catholic Schools List of Catholic schools in Australia
- List of Catholic schools in Denmark